# NGC 1446
NGC 1446 é uma estrela na direção da constelação de Eridanus. O objeto foi descoberto pelo astrônomo Johann Dreyer em 1877, usando um telescópio refletor com abertura de 72 polegadas. 